# العلاقات التشيلية البيلاروسية
العلاقات التشيلية البيلاروسية هي العلاقات الثنائية التي تجمع بين تشيلي وروسيا البيضاء.

## مقارنة بين البلدين
هذه مقارنة عامة ومرجعية للدولتين:
| وجه المقارنة                                              | تشيلي                         | روسيا البيضاء                    |
| --------------------------------------------------------- | ----------------------------- | -------------------------------- |
| المساحة (كم2)                                             | 756.10 ألف                    | 207.60 ألف                       |
| عدد السكان (نسمة)                                         | 17.37 مليون                   | 9.50 مليون                       |
| الكثافة السكانية (ن./كم²)                                 | 22.97                         | 45.76                            |
| العاصمة                                                   | سانتياغو                      | مينسك                            |
| اللغة الرسمية                                             | اللغة الإسبانية               | اللغة البيلاروسية، اللغة الروسية |
| العملة                                                    | بيزو تشيلي، وحدة حساب تشيلية ‏ | روبل بلاروسي                     |
| الناتج المحلي الإجمالي (بليون دولار)                      | 277.08 مليار                  | 54.44 مليار                      |
| الناتج المحلي الإجمالي (تعادل القوة الشرائية) بليون دولار | 419.39 مليار                  | 168.35 مليار                     |
| الناتج المحلي الإجمالي الاسمي للفرد دولار أمريكي          | 13.42 ألف                     | 5.74 ألف                         |
| الناتج المحلي الإجمالي للفرد دولار أمريكي                 | 22.07 ألف                     | 18.18 ألف                        |
| مؤشر التنمية البشرية                                      | 0.832                         | 0.798                            |
| رمز المكالمات الدولي                                      | +56                           | +375                             |
| رمز الإنترنت                                              | .cl                           | .by، .бел                        |
| المنطقة الزمنية                                           | 00، 00، 00، 00                | ت ع م+03:00                      |

## منظمات دولية مشتركة
يشترك البلدان في عضوية مجموعة من المنظمات الدولية، منها:
| علم المنظمة | اسم المنظمة                               | تاريخ انضمام تشيلي | تاريخ انضمام روسيا البيضاء |
| ----------- | ----------------------------------------- | ------------------ | -------------------------- |
|             | مؤسسة التمويل الدولية                     | 15 أبريل 1957      | 2 نوفمبر 1992              |
|             | منظمة حظر الأسلحة الكيميائية              | ?                  | ?                          |
|             | الأمم المتحدة                             | 24 أكتوبر 1945     | 24 أكتوبر 1945             |
|             | الاتحاد الدولي للاتصالات                  | 1908               | 7 مايو 1947                |
|             | منظمة الشرطة الجنائية الدولية             | ?                  | ?                          |
|             | البنك الدولي للإنشاء والتعمير             | 31 ديسمبر 1945     | 10 يوليو 1992              |
|             | الاتحاد البريدي العالمي                   | ?                  | ?                          |
|             | المركز الدولي لتسوية المنازعات الاستشارية | 24 أكتوبر 1991     | 9 أغسطس 1992               |
|             | وكالة ضمان الاستثمار متعدد الأطراف        | 12 أبريل 1988      | 3 ديسمبر 1992              |
|             | يونسكو                                    | 7 يوليو 1953       | 12 مايو 1954               |

## وصلات خارجية
- موقع وزارة الخارجية التشيلية
- موقع وزارة الخارجية البيلاروسية